# دومینیکوس بوم
 دومینیکوس بوم (انگلیسی: Dominikus Böhm؛ ۲۳ اکتبر ۱۸۸۰ – ۶ اوت ۱۹۵۵) یک معمار اهل آلمان بود.

## نگارخانه

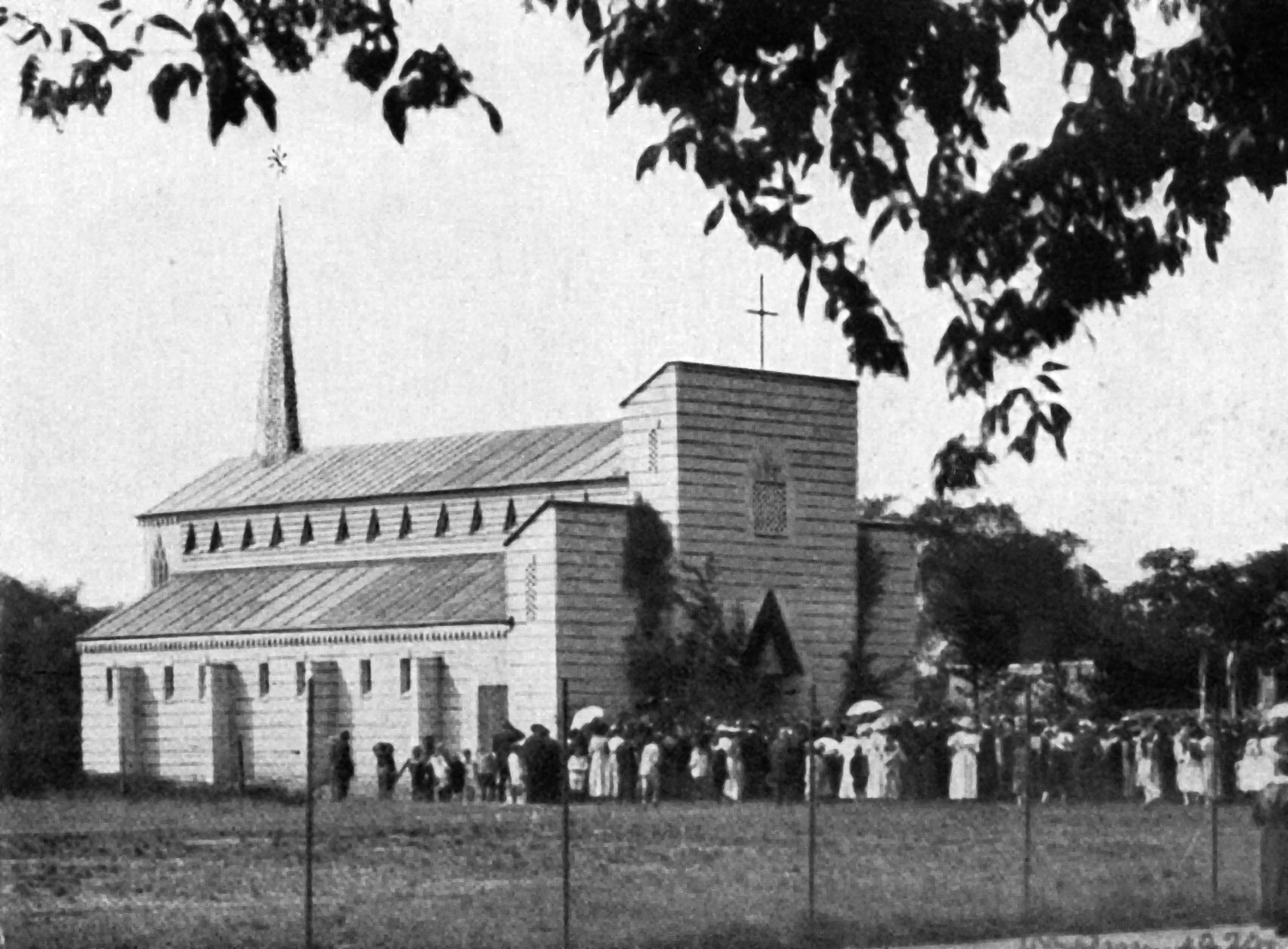
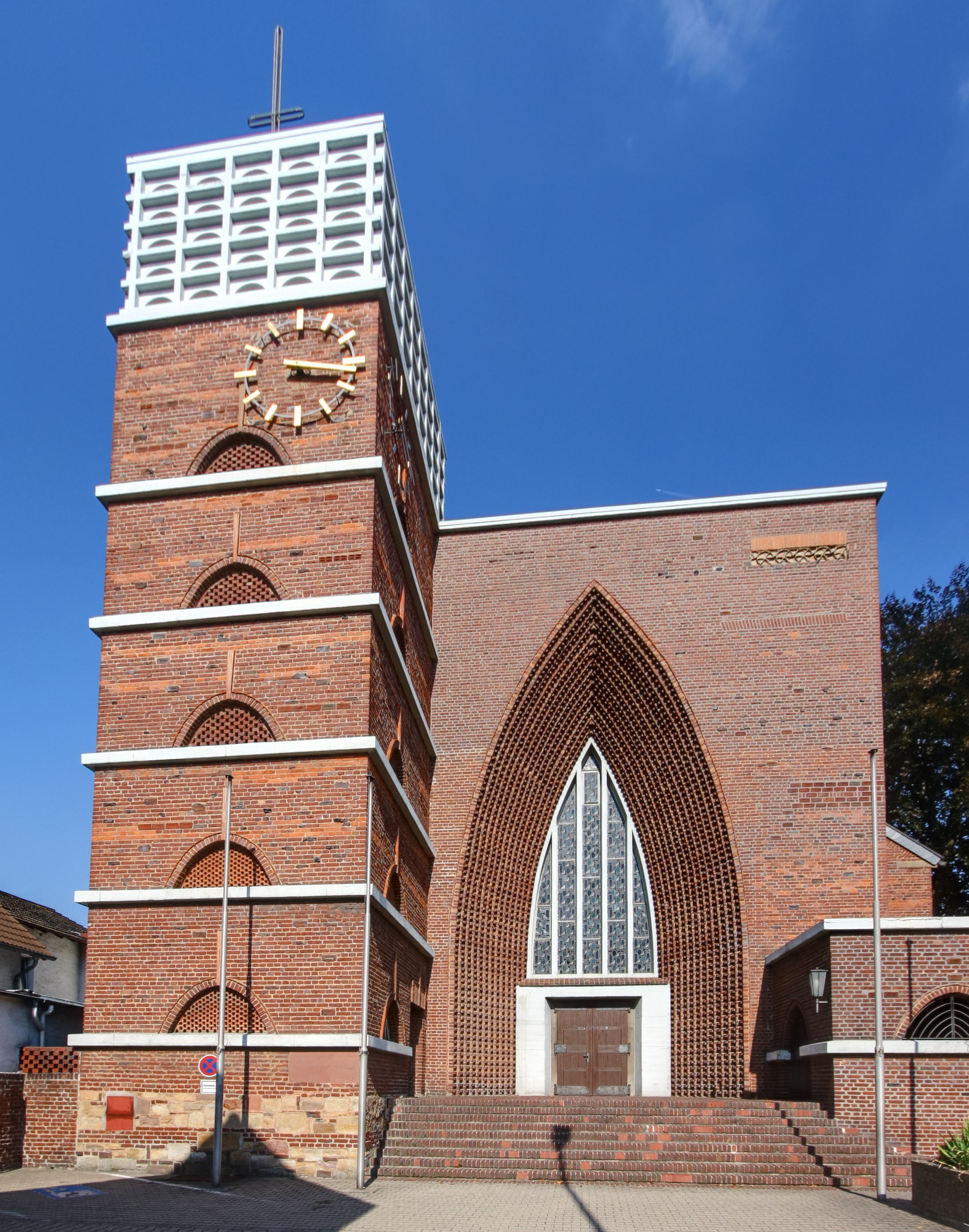
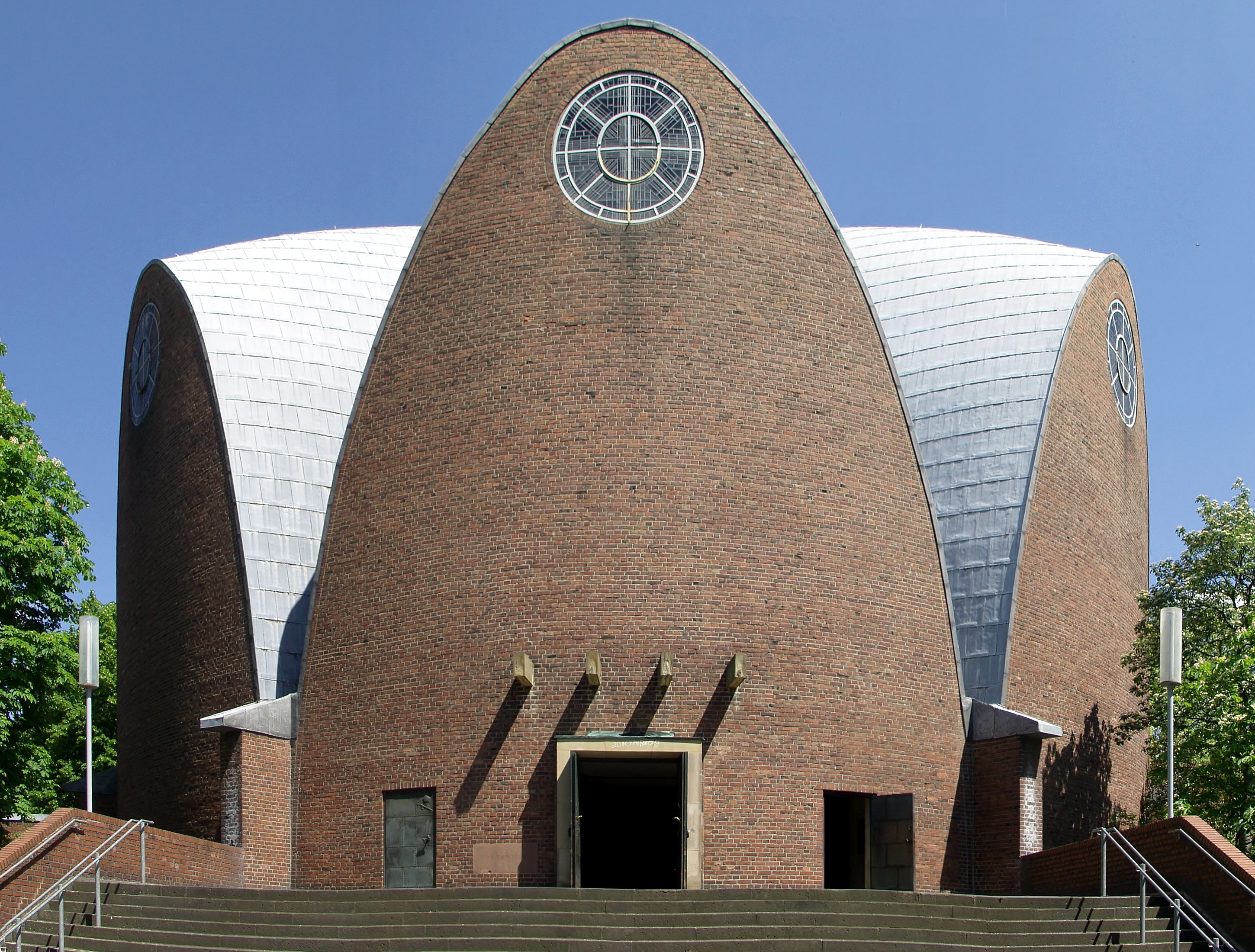
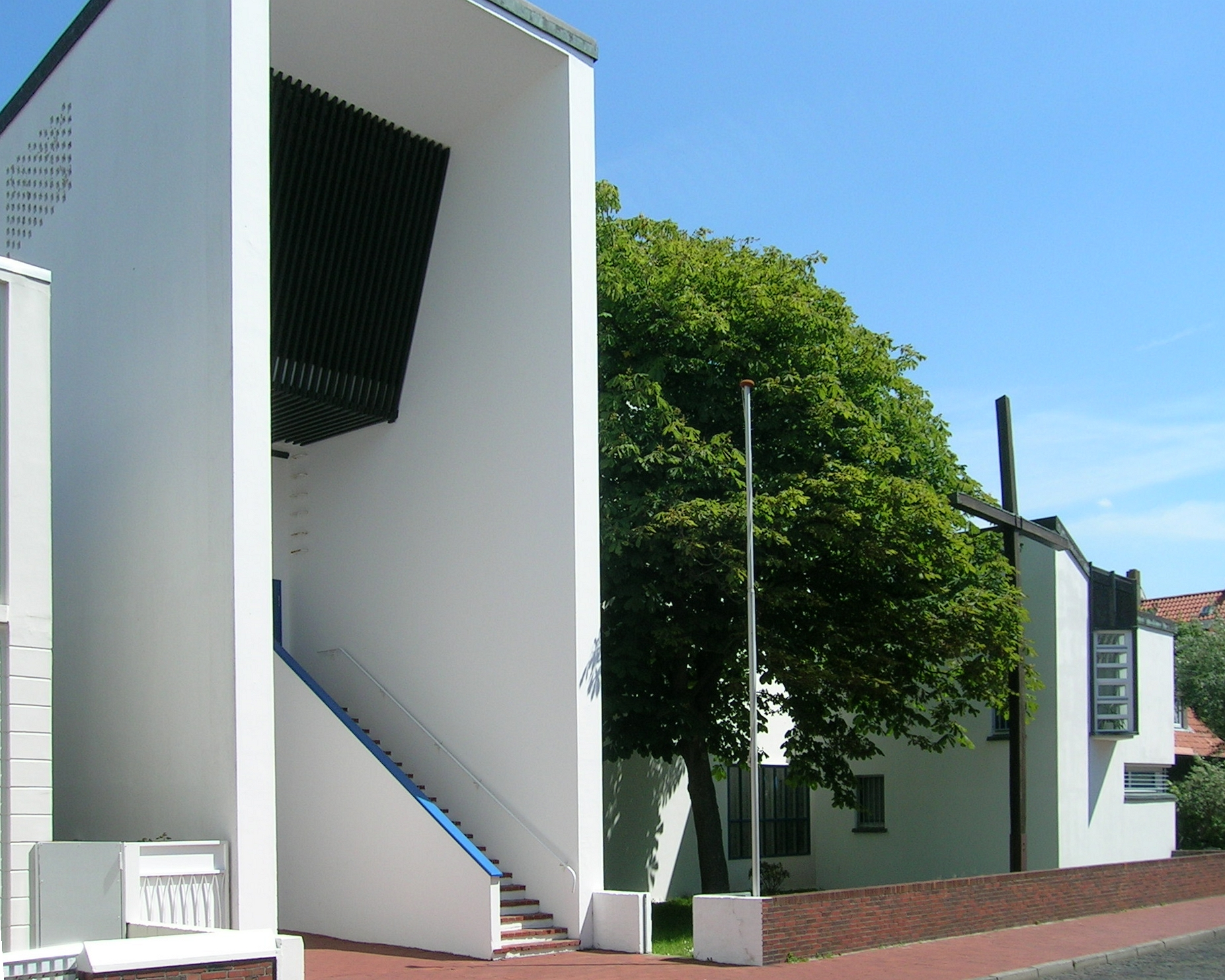
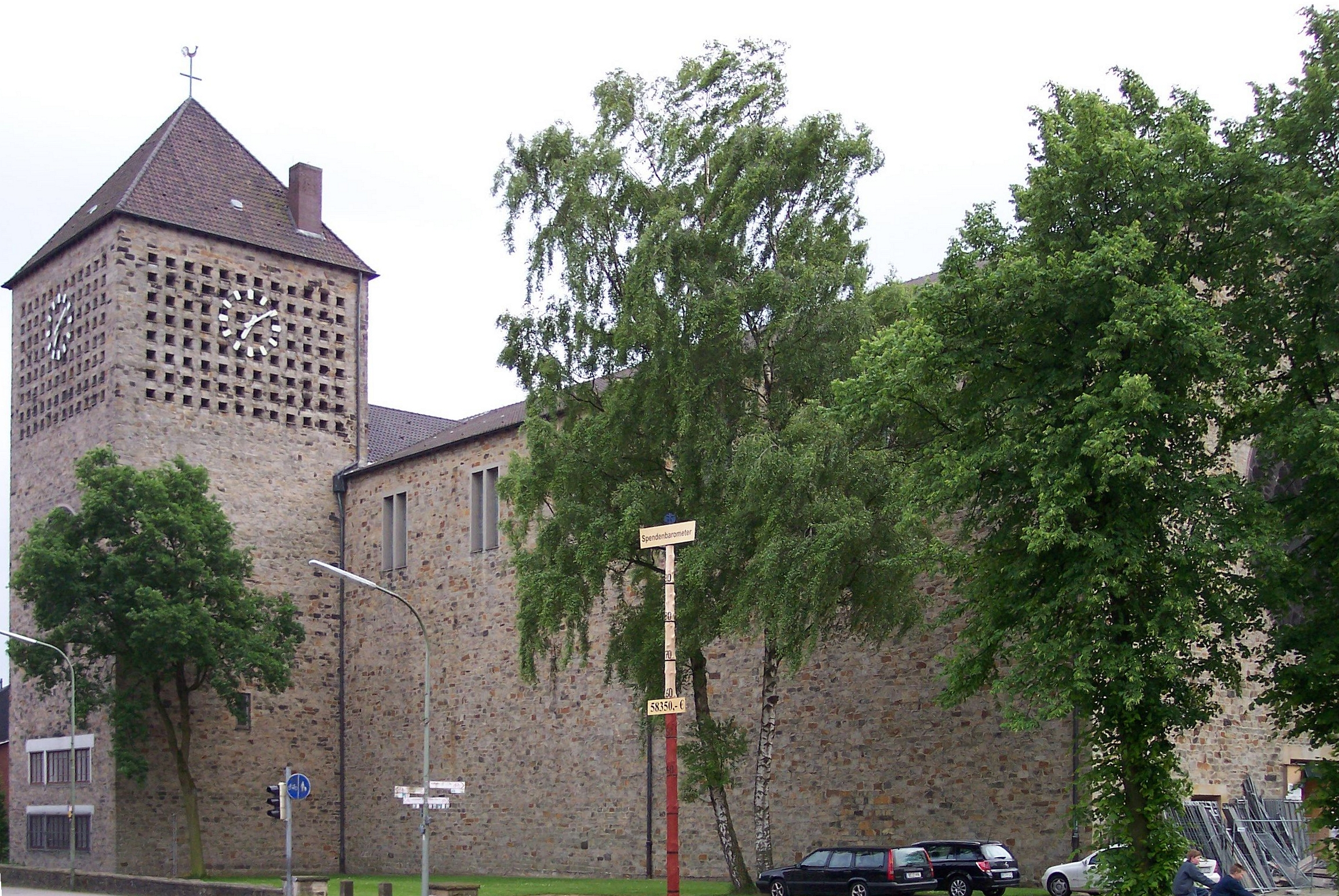
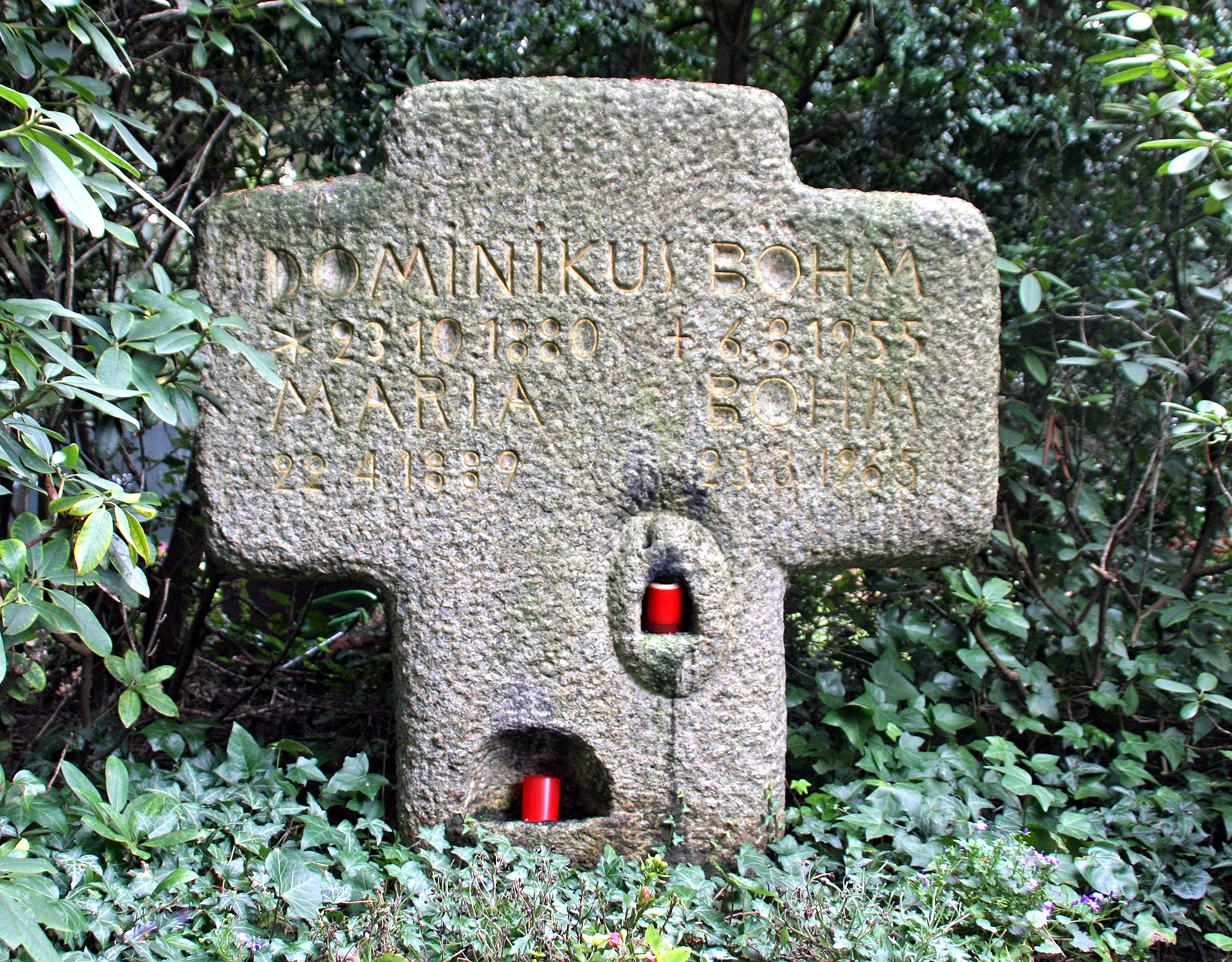